# Rolling Thunder Revue

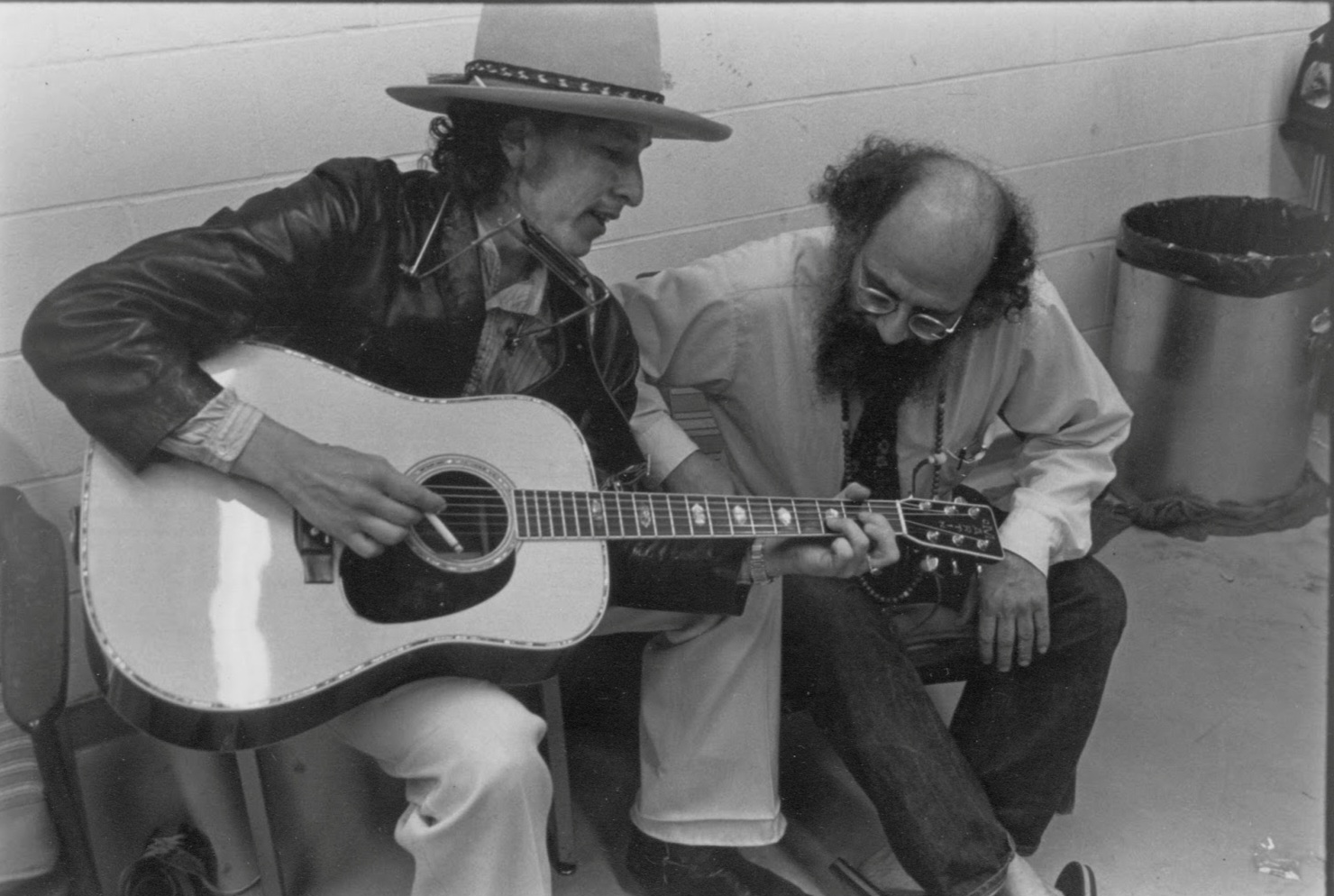
Bob Dylan con Allen Ginsberg al tempo della registrazione dell'album Desire

Rolling Thunder Revue (in lingua italiana, approssimativamente, lo Show del Tuono Rotolante) è il nome dato ad una famosa tournée di concerti rock tenuti fra l'autunno del 1975 e la tarda primavera dell'anno successivo da un gruppo di musicisti capeggiati da Bob Dylan e riuniti in carovana itinerante attraverso gli Stati Uniti.
Tenuto conto che gli spettacoli vennero effettuati in talune circostanze tanto al pomeriggio quanto alla sera, in totale gli show furono in tutto 57, trenta nella fase autunnale e ventisette in quella primaverile.
Il primo concerto si tenne il 30 ottobre 1975; l'ultimo il 25 maggio 1976.
Fra le due fasi del tour, nel gennaio 1976, venne distribuito l'album discografico di Dylan Desire, per il cui lancio la tournée fu in un certo senso organizzata.

## Carovana in stile Burlesque
Il tour della Rolling ThunderRevue è ricordato per il clima di giovialità ed allegra follia - in un clima oscillante fra il vaudeville ed il burlesque - che accompagnava i concerti. Lo stesso Dylan spesso si esibiva indossando vistosi cappelli a larghe tese sormontati da composizioni floreali o multicolori bandane acconciate a mo' di copricapo ebraico e con il volto tinto di bianco alla maniera dei clown del circo.
Nonostante il fasto scenografico montato intorno allo spettacolo, l'esito strettamente musicale degli show fu spesso oggetto di critiche poiché la resa sonora - e l'affiatamento stesso degli artisti - era ostacolata sicuramente dall'affollamento di musicisti che si trovavano sul palcoscenico, spesso in teatri angusti, a suonare insieme contemporaneamente.
Tra i cantanti e strumentisti che presero parte alla tournée (alla partenza della carovana l'organico complessivo della Rivista ammontava a una settantina di persone) vi erano: Joan Baez, Roger McGuinn, Ramblin' Jack Elliott, Kinky Friedman e Bob Neuwirth. Neuwirth si occupò di reclutare i musicisti necessari ad accompagnare le esibizioni degli artisti in cartellone: T-Bone Burnett, Mick Ronson e il violinista David Mansfield. Dalle sessioni di registrazione di Desire vennero acquisiti la violinista Scarlet Rivera, il bassista Rob Stoner ed il batterista Howie Wyeth.
La serie di concerti della Rolling Thunder Revue è stata ampiamente documentata attraverso film, registrazioni audio e stampe iconografiche. In particolare sono stati realizzati due libri e tre album discografici - Hard Rain, The Bootleg Series Vol. 5: Bob Dylan Live 1975, The Rolling Thunder Revue e Bob Dylan - The Rolling Thunder Revue: The 1975 Live Recordings - oltre ad uno special per la televisione ed un film, Renaldo and Clara.

## Storia
La storia della scelta del nome Rolling Thunder Revue è controversa. Secondo talune fonti fu, come spesso accade, abbastanza casuale e dettata da un episodio meteorologico. Come tutto accadde lo ha raccontato lo stesso Dylan e l'episodio viene citato nel libro biografico Guida completa a Bob Dylan, di Nigel Williamson.
Nell'autunno 1975 Dylan e i suoi amici stavano provando in vista dell'imminente debutto del tour al Gramercy Park Hotel. Ad un tratto si scatenò un temporale. Il cantante scrutò il cielo udendo diversi tuoni provenire da ovest in direzione dell'est. Questo episodio gli ispirò il nome del tour e del gruppo che lo avrebbe animato: la Rivista del Tuono Rotolante.

Secondo altre fonti, la scelta del nome Rolling Thunder Revue fu ispirata al nome in codice della missione che il 13 febbraio 1965 aveva dato inizio al bombardamento della Cambogia da parte degli USA dalla base militare di Guam che, mutatis mutandis, è il nome assegnato ai diversi camerini del tour.
Nel luglio 1972, Dylan assistette ad uno spettacolo dei Rolling Stones al Madison Square Garden. Secondo quanto raccontato da Arthur Rosato, addetto al suono del film Renaldo and Clara, quello specifico tour servì a ravvivare l'interesse di Dylan rispetto ai concerti live, favorendo un ritorno del cantautore nel circuito dei concerti.
A ottobre del 1975, poco dopo aver terminato le sessioni di registrazione dell'album Desire, Dylan ebbe un primo approccio con il nuovo tour cercando di ricreare al Greenwich Village il clima spensierato e creativo dei primi tempi in cui si trovò ad esibirsi a New York. Iniziò così a provare con alcuni amici musicisti allo Studio Instrument Rentals.
Fra gli altri vi erano il bassista Stoner, il batterista Wyeth e la violinista Scarlet Rivera. Tutti lo avevano già accompagnato in occasione delle registrazioni per l'album Desire.
A loro si unirono T-Bone Burnett, Steven Soles e David Mansfield, che già erano stati in parola per partecipare alle registrazioni di Desire ma dei quali la produzione aveva poi deciso di fare a meno. Dylan volle recuperarli in chiave di esibizioni dal vivo.
Le basi della tournée furono gettate in maniera improvvisata e ai musicisti non venne neppure spiegato per quale motivo erano stati convocati nella sala prove per partecipare alle jam session.

### Preparazione

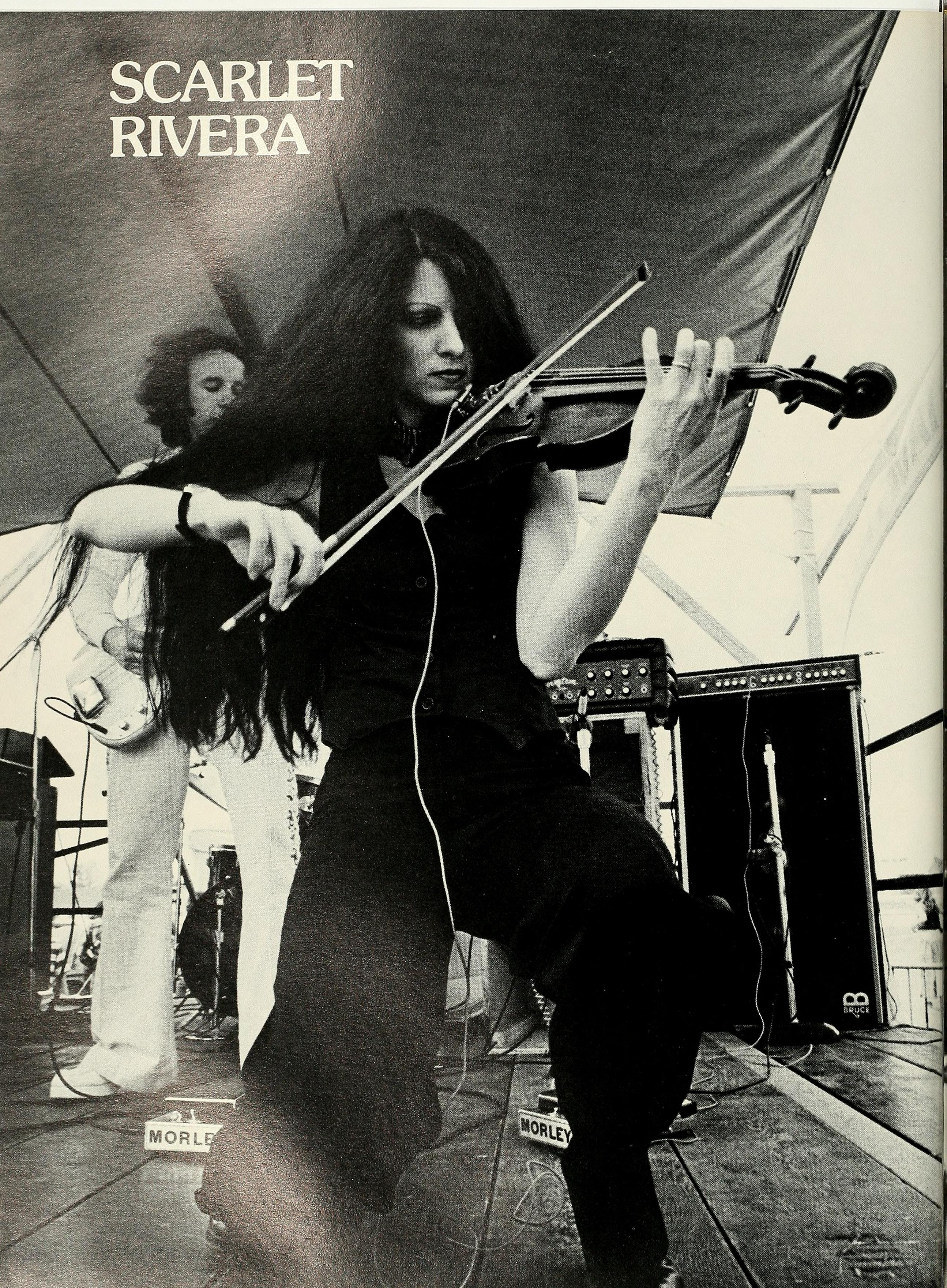
Scarlet Rivera nel 1976

In questa fase preparatoria della tournée autunnale, Dylan non mancò di radunare quanti più musicisti - spesso facenti parte della sua cerchia di amicizie - gli fosse possibile. Secondo il racconto di Bob Stoner, il gruppo non ebbe neppure modo di provare a sufficienza. In realtà i musicisti non sapevano quale fosse lo scopo preciso di quelle riunioni, se non che erano stati chiamati a provare nuove versioni delle canzoni di Dylan.
Uno degli organizzatori, Lou Kemp, amico di vecchia data di Dylan, ha raccontato in seguito che lo scopo originario della Rolling Thunder Revue era quello di stare più possibile vicino alla gente, in mezzo al pubblico, impiegando poco personale, anche se alla fine - con l'assunzione di un numero sempre maggiore di star del rock and roll - il cast finì per costituire una carovana per muovere la quale occorreva un numero spropositato di automezzi.
Anche la rockstar Patti Smith fu invitata ad unirsi alla RTR ma, sia pure amichevolmente e con la massima grazia, declinò l'invito. Sta di fatto che Dylan riuscì a stupire il pubblico giovanile che si recava ad ascoltare i concerti preparatori in vista del debutto della Rolling Thunder Revue quando invitò ad unirsi al gruppo Mick Ronson, già chitarrista ed arrangiatore di David Bowie e componente del gruppo musicale The Spiders from Mars. Talune sonorità provenienti dalle esperienze musicali precedenti di Ronson sono ben ravvisabili nelle registrazioni sonore tratte dai concerti.
La fase preparatoria si protrasse per tutto il mese che Dylan impiegò per contattare altri artisti, come David Blue, in scena all'epoca nel locale notturno The Other End con la cantante country ed attrice Ronee Blakley, reduce dal film di Robert Altman Nashville e con cui aveva inciso una nuova versione per motivi di copyright sul testo del brano Hurricane destinata all'album Desire, in pubblicazione nel gennaio successivo, al posto di Emmylou Harris, impossibilitata ad intervenire alla nuova session.
La sera del 22 ottobre Blue stava terminando il suo show, quando Blakley e Dylan dettero vita ad una serie di duetti. Inizialmente, Blue e Blakley declinarono l'invito ad unirsi alla RTR, ma successivamente cambiarono idea diventando anch'essi parte fondamentale della carovana (Blakley in particolare si rivelerà utile ai cori).
Fu nello stesso mese di ottobre che Dylan prese contatti con l'amico e regista Howard Alk. Secondo le aspettative del cantautore il tour avrebbe dovuto infatti essere documentato da un film. Alk accettò la proposta di Dylan e iniziò a girare delle sequenze al Greenwich Village che avrebbero potuto tornare utili nell'economia del film.
Dylan contattò anche l'attore e drammaturgo Sam Shepard, ex fidanzato di Patty Smith, all'epoca ancora relativamente poco conosciuto e che gli era stato probabilmente presentato da Jacques Levy, uomo di teatro e coautore di alcuni brani di Desire. Shepard raggiunse Dylan dalla California. Il cantautore gli chiese se avesse per caso visto il film di Marcel Carné Amanti perduti o quello di François Truffaut Tirate sul pianista, specificando che era il tipo di film che avrebbe voluto fosse realizzato intorno alla Rolling Thunder Revue.
Anche il poeta Allen Ginsberg divenne un membro della compagnia specialmente nella prima parte del tour quella dell'autunno-inverno 1975, anche se molti dei suoi interventi furono poi tagliati o ridotti al minimo dopo le prime recite, al pari di quelli di altri componenti della numerosa band, poiché la durata dello show doveva essere contenuta in tempi ragionevoli. La partecipazione di Ginsberg fu rivalutata tuttavia dopo il concerto tenuto alla prigione in cui era detenuto il pugile Rubin Carter, protagonista del brano Hurricane.

### Tour autunnale (1975)
Questa la formazione al completo della Rolling Thunder Revue al concerto di debutto: 
- Bob Dylan - voce, chitarra acustica e chitarra elettrica
- Bob Neuwirth - chitarra
- Ramblin' Jack Elliott - voce, chitarra
- Joan Baez - voce, chitarra
- T-Bone Burnett - chitarra
- Roger McGuinn - chitarra
- Steven Soles - chitarra
- Mick Ronson - chitarra
- David Mansfield - steel guitar, violino, mandolino e dobro
- Rob Stoner - basso elettrico
- Howie Wyeth - pianoforte, batteria
- Luther Rix - batteria, percussioni
- Ronee Blakley - voce

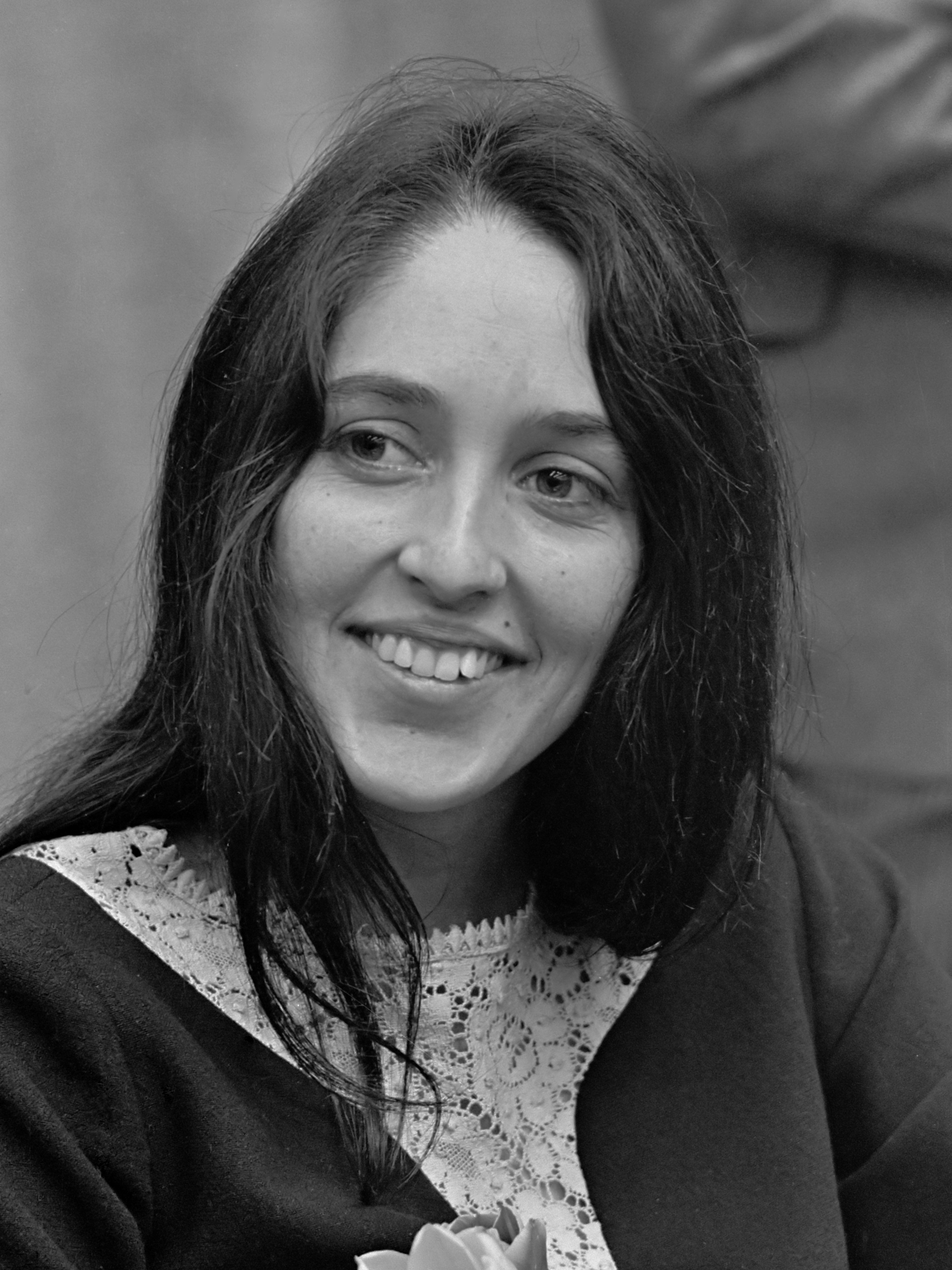
Joan Baez

La Rolling Thunder Revue tenne il primo concerto (la serie sarebbe stata complessivamente di una cinquantina di spettacoli) il 30 ottobre 1975 allo War Memorial Auditorium di Plymouth (Massachusetts).
La prima serie di concerti fu distribuita in venticinque date comprendenti teatri ed arene di città portuali del nord-est degli USA e di alcune località del Canada.
Il mistero che circondava la tournée e i nomi che apparivano in locandina (incluso quello di Joan Baez, che per la prima volta da dieci anni appariva accanto a quello di Bob Dylan) funzionavano da sicuro richiamo per un buon afflusso di spettatori.
Lo spettacolo durava talvolta fino a quattro ore, anche se Dylan si limitava a rimanere sul palco per circa un'ora. Ogni artista aveva il suo spazio. A Dylan era riservato un set acustico ed uno con la band al completo o semplicemente in coppia con Joan Baez. Talvolta Dylan e Baez aprivano la seconda parte degli show duettando sulle note di Blowin' in the Wind. A Baez era riservato anche un proprio set di sei canzoni, seguito da un altro set da solista di Dylan.
Quindi, il resto della band si riuniva insieme sul palco per la parte finale dello show, chiuso solitamente con un'esecuzione collettiva del brano di Woody Guthrie This Land Is Your Land. Joni Mitchell si unì al gruppo a sorpresa durante un concerto e decise di rimanere aggregata alla carovana anche nelle serate successive.
Questa fase di concerti ebbe termine l'8 dicembre 1975 al Madison Square Garden dove, con la partecipazione di Muhammad Ali e Roberta Flack, davanti a migliaia di sostenitori, Dylan tenne un concerto di appoggio alla causa di Rubin Carter, lo Hurricane della canzone dell'album Desire. Quel concerto è passato alla storia della musica rock con il nome di "The Night of The Hurricane".
Larry Sloman ha scritto sul tour un libro On the Road with Bob Dylan, in cui prende in esame le tecniche teatrali adottate da Dylan per questa serie di spettacoli, citando lo stile artistico dello scrittore e performer Tom Wolfe. In effetti, forse ispirato dal glam-rock importato attraverso Mick Ronson, Dylan durante molti spettacoli fece scelte sorprendenti così da spiazzare ancora una volta i suoi fan; fra le altre scelte vi furono quelle, teatralmente efficaci, di tingersi il volto di bianco, o indossare una maschera di plastica.
Se il tour ebbe, dal punto di vista dell'apprezzamento del pubblico, un certo successo, altrettanto non si può dire per il film che da esso doveva essere realizzato e che si rivelò invece un vero e proprio fallimento. Nel mentre gli spettacoli proseguivano, Shepard - incaricato della sceneggiatura - trovò il suo ruolo inadeguato se non superfluo per via dell'improvvisazione cui la serie di concerti era soggetta. In seguito l'autore avrebbe lamentato l'incresciosa situazione in una sorta di giornale di bordo intitolata The Rolling Thunder Logbook.
Riguardo alla qualità musicale degli spettacoli, alcuni giornali parlarono tuttavia di "miglior musica di Dylan con un gruppo musicale mai ascoltata prima", mentre altri evidenziarono l'apporto di strumentisti come Mansfield, impegnato anche alla pedal steel guitar, e Scarlet Rivera, al violino elettrico. Persino lo stile di canto di Dylan, e la sua pronuncia (spesso oggetto di critiche), risultò in quella circostanza particolarmente apprezzato.

### Tour primaverile (1976)
Un secondo concerto a supporto di "Hurricane" Carter si svolse a Houston (Texas) il 25 gennaio 1976. Apriva di fatto la serie di concerti che sarebbe culminata nel tour primaverile di quell'anno della Rolling Thunder Revue, ansiosa di ripetere il successo dell'autunno precedente.
Il 18 aprile la colorata band salì sul palco del Lakeland Civic Center di Lakeland, in Florida. Il tour continuò poi nello stesso mese di aprile e a maggio in America del sud e negli stati USA precedentemente non toccati, nella parte sud-occidentale del paese. Questa serie di spettacoli non ebbe il successo aspettato ed anche la critica non fu particolarmente benevola recensendo gli show. Anche la vendita dei biglietti per i concerti fu negativa, tanto da portare anche alla cancellazione di alcune date.
Il penultimo spettacolo si tenne il 23 maggio al Sonny Lubick Field at Hughes Stadium di Fort Collins, Colorado. Anche in questo caso le principali critiche mosse alla RTR erano che, sebbene i componenti suonassero insieme ormai da diversi mesi, il fascino che circondava la prima serie di spettacoli - dato soprattutto per il clima elettrizzante che emanava dal palcoscenico - andava via via perdendo il suo appeal.
L'ultimo show della Rolling Thunder ebbe luogo due giorni dopo, il 25 maggio, al Salt Palace di Salt Lake City, Utah, capace di diciassettemila posti a sede ma pieno solo per metà. Sarebbe stata questa l'ultima esibizione di Bob Dylan nei successivi ventuno mesi (se si esclude la partecipazione al concerto per The Last Waltz, ovvero per l'addio a The Band, nel novembre 1976).
Soltanto dopo due anni Dylan tornava in sala di registrazione per incidere un album con materiale inedito.

### Hard Rain
Lo spettacolo tenuto il 23 maggio alla Colorado State University di Fort Collins in Colorado fu filmato per uno special televisivo dal titolo Hard Rain trasmesso nel settembre successivo dalla NBC; l'album Hard Rain - il live registrato nella medesima occasione - contiene una selezione di alcune delle canzoni presentate in quella circostanza e nel concerto alla Tarrant County Convention Center Arena di Fort Worth, in Texas, tenuto sempre nel mese di maggio.
Lo special non ebbe buone critiche e registrò scarso indice di gradimento nonostante una copertina e un'intervista a Dylan dedicati dalla rivista specializzata TV Guide. Ugualmente, l'album live non fece registrare alla sua uscita vendite eclatanti.
Dylan e Shepard completarono il loro film, una pellicola controversa di sapore simbolista dalla distribuzione tribolata (entrò nei circuiti cinematografici solo tre anni dopo, nel 1978). Il titolo del lavoro - centrato sulla drammatizzazione delle diverse figure artistiche durante la tournée - era Renaldo and Clara. Anche in questo caso la critica fu piuttosto negativa rispetto all'esito finale del progetto cinematografico anche se il film ebbe in ogni caso una certa rilevanza se non altro per essere stato per diverso tempo l'unica fonte di documentazione ufficiale degli spettacoli tenuti dalla Rolling Thunder Revue nell'autunno del 1975.
Se visivamente molto non è restato di quell'esperienza musicale concernente Bob Dylan e i suoi amici, altrettanto non si può dire per le registrazioni sonore. Infatti i concerti tenuti dalla Rolling Thunder Revue furono registrati in maniera massiccia da amatori e poi riversati in bootleg. Il principale di essi - The Bootleg Series Vol. 5: Bob Dylan Live 1975, The Rolling Thunder Revue, distribuito solo nel 2002 - include brani di molti spettacoli tenuti nella tournée autunnale. Si tratta, in questo caso, della prima distribuzione ufficiale in grado di catturare lo spirito della Revue nel suo momento di massimo splendore. Forse per il fatto di essere giunta a così tanti anni di distanza dall'evento gli ha garantito una calda accoglienza da parte di critica e fan.
Dopo la fine del tour, il trio composto da Burnett, Soles e Mansfield ha continuato a tenere concerti e a incidere dischi insieme con la denominazione The Alpha Band.

## Date

### Autunno 1975
- 30 ottobre: War Memorial Auditorium, Plymouth
- 31 ottobre: War Memorial Auditorium, Plymouth
- 1º novembre: South Eastern Massachusetts University, North Dartmouth
- 2 novembre: Technical University, Lowell
- 4 novembre: Civic Center, Providence
- 6 novembre: Civic Center, Springfield
- 8 novembre: University of Vermont, Burlington
- 9 novembre: University of New Hampshire, Durham (New Hampshire)
- 11 novembre: Palace Theater, Waterbury
- 13 novembre: Veterans Memorial Coliseum, New Haven
- 15 novembre: Convention Center, Niagara Falls (New York)
- 17 novembre: War Memorial Coliseum, Rochester
- 19 novembre: Memorial Auditorium, Worcester
- 20 novembre: Harvard Square Theater, Cambridge
- 21 novembre: Boston Music Hall, Boston
- 22 novembre: Brandeis University, Waltham (Massachusetts)
- 24 novembre: Civic Center Arena, Hartford
- 26 novembre: Civic Center, Augusta
- 27 novembre: Municipal Auditorium, Bangor
- 29 novembre: Colisée de Québec, Québec
- 1º dicembre: Maple Leaf Gardens, Toronto
- 2 dicembre: Maple Leaf Gardens, Toronto
- 4 dicembre: Forum de Montréal, Montréal
- 7 dicembre: Correctional Institution for Women, Clinton (New Jersey)
- 8 dicembre: Madison Square Garden, New York

### Primavera 1976
- 18 aprile: Civic Center, Lakeland (Florida)
- 20 aprile: Bayfront Civic Center Auditorium, Saint Petersburg
- 21 aprile: Curtis Hixon Convention Center, Tampa
- 22 aprile: Belleview Biltmore Hotel, Clearwater (Florida)
- 23 aprile: Sports Stadium, Orlando
- 25 aprile: University of Florida Field, Gainesville
- 27 aprile: Florida State University, Tallahassee
- 28 aprile: University of West Florida, Pensacola
- 29 aprile: Expo Hall, Municipal Auditorium, Mobile (Alabama)
- 1º maggio: Reid Green Coliseum, Hattiesburg
- 3 maggio: The Warehouse, New Orleans
- 4 maggio: L. S. U. Assembly Center, Bâton-Rouge
- 8 maggio: Hofheinz Pavilion, Houston
- 10 maggio: Memorial Coliseum, Corpus Christi
- 11 maggio: Municipal Auditorium, San Antonio
- 12 maggio: Municipal Auditorium, Austin
- 15 maggio: Gatesville State School for Boys, Gatesville (Texas)
- 16 maggio: Tarrant County Convention Center Arena, Fort Worth
- 18 maggio: State Fair Arena, Oklahoma City
- 19 maggio: Henry Levitt Arena, Wichita
- 23 maggio: Colorado State University, Fort Collins
- 25 maggio: Salt Palace, Salt Lake City